# 上室性頻拍
上室性頻拍（じょうしつせいひんぱく、英: Supraventricular tachycardia (SVT)）は、心房から発生する頻脈の総称である。これは、心室で始まる頻拍の他のグループ - 心室頻拍と対照的である。 SVTには、心房細動、心房粗動、発作性上室性頻拍（PSVT）、ウォルフ・パーキンソン・ホワイト症候群の4種類がある。SVTの症状には動悸、失神感、発汗、息切れ、胸痛が含まれる。
これらの異常なリズムは、心房または房室結節のいずれかから始まる。それらは一般的に2つの機序のうちの1つによる。すなわち、リエントリーまたは自動能の増加である。診断は、一般的に心電図（ECG）、ホルター心電図または心電図モニタによる。 血液検査は甲状腺機能亢進症または電解質異常などの特定の根本原因を除外するために行うことがある。
成人の正常な安静時心拍数は60～100回/分である。安静時の心拍数が1分間に100回を超えると、頻脈と定義される。SVTのエピソードの間、心臓は1分間に約150～220回鼓動する。
具体的な治療法はSVTの種類によって異なり、薬物療法、医療処置、手術などがある。迷走神経刺激手技、またはカテーテルアブレーションとして知られる手技があるタイプには有効である。心房細動では、カルシウム拮抗薬またはβ遮断薬が心拍数の制御に用いられることがある。患者によっては、ワーファリンまたは新規経口抗凝固薬（NOAC）による抗凝固療法が有益である。心房細動は1000人あたり約25人、発作性上室性頻拍は1000人あたり2.3人、ウォルフ・パーキンソン-ホワイト症候群は1000人あたり2人、心房粗動は1000人あたり0.8人が発症している。